# Grațiela Brâncuși
Ioana Grațiela Brâncuși (n. 23 iulie 1989, Timișoara, România) este o actriță americană de origine română. Este cunoscută pentru rolurile jucate în serialele 1883 și Primarul din Kingstown. Este strănepoata sculptorului Constantin Brâncuși. A fost căsătorită timp de patru ani cu actorul american Tim Robbins.

## Prima parte a vieții și educația
Grațiela Brâncuși e născută la Timișoara în iulie 1989. Părinții ei au origini rome, grecești și române. A studiat jurnalism la Universitatea din București. S-a mutat la Los Angeles unde a devenit membră a grupului de teatru experimental The Actors' Gang și a participat la mai multe audiții pentru roluri în filme și seriale în perioada pandemiei de Covid-19.

## Cariera
În decembrie 2021, Brâncuși a primit rolul Noemi, o văduvă romă, în miniseria 1883 lansată de Paramount+.
În septembrie 2022, Brâncuși s-a alăturat distribuției serialului Primarul din Kingstown pentru sezonul secund a cărui premieră a avut loc în ianuarie 2023.

## Viața personală
Brâncuși s-a căsătorit cu Tim Robbins la 1 februarie 2017. Căsătoria a fost ținută secret până când Robbins a depus actele pentru divorț în ianuarie 2021. Divorțul a fost finalizat în 2022.